# ثريا صبح
ثريا صبح هيَ رافعة أثقال سورية، وُلدت في 4 يناير 1986 في مدينة محردة في سوريا. شاركت ثُريا في الألعاب الأولمبية الصيفية 2012 ضمن فئة 75 كيلوجرام.

## روابط خارجية
- ثريا صبح على موقع الاتحاد الدولي (الإنجليزية)
- ثريا صبح على موقع مشروع نتائج رفع الأثقال الدولية (الإنجليزية)
- ثريا صبح على موقع IAT Database Weightlifting (الألمانية)
- ثريا صبح على موقع اللجنة الأولمبية الدولية (الإنجليزية)
- ثريا صبح على موقع أوليمبيديا (الإنجليزية)

- الوكالة العربية السورية للأنباء/ثريا صبح.